# Catastrofa navei Mogoșoaia

Cotul Pisicii (încadrat cu roșu), imagine satelitară.

Catastrofa navei Mogoșoaia se referă la accidentul prin abordaj produs la 10 septembrie 1989 între nava de transport călători Mogoșoaia și convoiul bulgăresc format din împingătorul „Petar Karanicev” și șase barje.
Nava Mogoșoaia, comandată de comandantul Ion Postolache, efectua o cursă de transport pasageri între Galați și comuna Grindu, județul Tulcea. Imediat după părăsirea portului, la Cotul Pisicii, în aval de Galați, în dreptul Milei 79 și  în condiții de ceață, nava a intrat în coliziune cu un convoiul bulgăresc de nave. În urma scufundării navei, care avea o capacitate de doar 160 pasageri, au murit 213 pasageri și 9 membri ai echipajului.